# أوبن ديكيومنت

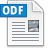

أوبن ديكيومنت (نسق المستند المفتوح) (بالإنجليزية: odf)‏ هو أحد تنسيقات الملفات المستخدمة في الكمبيوتر وقد صمم هذا النوع بشكل أساسي، كمعيار موحد لحفظ الوثائق والنصوص المكتوبة باستخدام البرامج المكتبية أهمها برنامج أوبن أوفيس مفتوح المصدر، وهي مختصر لوثيقة مفتوحة التنسيق (OpenDocument Format).

## وصلات خارجية
- odf (إنجليزي)